# 2020-as londoni maraton
A 2020-as londoni maratonra október 4-én, vasárnap került sor. Ez volt a londoni maraton negyvenedik kiadása. A Covid19-pandémia miatt a versenyt el kellett halasztani április 26-ról, és csak az elit sportolók vehettek részt rajta. A tömegrendezvényes részt törölték az eseményből. Az eddig megszokott útvonal is megváltozott, a St. James’s Park körül futottak 19 db 2,15 kilométeres kört, majd az 1345 méteres befutó már a hagyományos szakaszon volt.
A férfi elit versenyt az etióp Shura Kitata (ideje 02:05:41), az elit női versenyt pedig a kenyai Brigid Kosgei (02:18:58) nyerte meg. A kerekesszékesek között a férfiaknál a kanadai Brent Lakatos (01:36:04), a nőknél pedig a holland Nikita den Boer (01:40:07) győzött.

## Előzmények
A 2020-as londoni maratont eredetileg április 26-ra szervezték, de a Covid19-pandémia mkiatt el kellett halasztani október 4-re. Ez volt az első őszi londoni maraton. Augusztus 6-án megerősítették, hogy a maratonon csak a sztár futók vehetnek részt, és a tömegrendezvényes részt lemondták. Nagyjából 30–40 vett részt egy versenyszámban. Ez volt az első londoni maraton, amin csak elit versenyzők mérkőzhettek meg. A Covid19-pandémia miatt a versenyen nem lehettek nézők, és biológiailag biztonsáhos környezetben rendezték azt meg. Minden versenyzőt többször is teszteltek koronavírusra a verseny előtt, a versenyen kívül pedig arcmaszkot kellett hordaniuk, és távolságot kellett tartaniuk egymás között. Minden versenyző és szervező használt egy eszközt, ami jelezte, ha túl közel kerül valakihez.
Mivel biológiailag biztonságos környezetet kellett teremteni, a verseny nem a megszokott útvonalon zajlott. Ehelyett 19,6 kört futottak a St James's Park körül, majd a The Mallon, a Horse Guards Parade-en a  Birdcage Walkon keresztül érték el a  Buckingham-palota terülrtét. A végső kör 1345 méterrel volt hosszabb az előzőeknél. A St James's Park környékét lezárták, nehogy bejussanak a nézők.
A pénzdíjak az előző, 2019-es versenyen kiosztott összegek fele volt. Első alkalommal díjat adtak a legjobb brit versenyzőknek is. A 2020-as londoni maraton eredményeit használta a Team GB a 2021-ben Tokióban megrendezendő, elhalasztott 2020. évi nyári olimpiai játékok  kvalifikációs versenyeként. Az eredeti versenyiőpontok esetén is ez lett volna a kvalifikáló verseny.

## A versenyzők

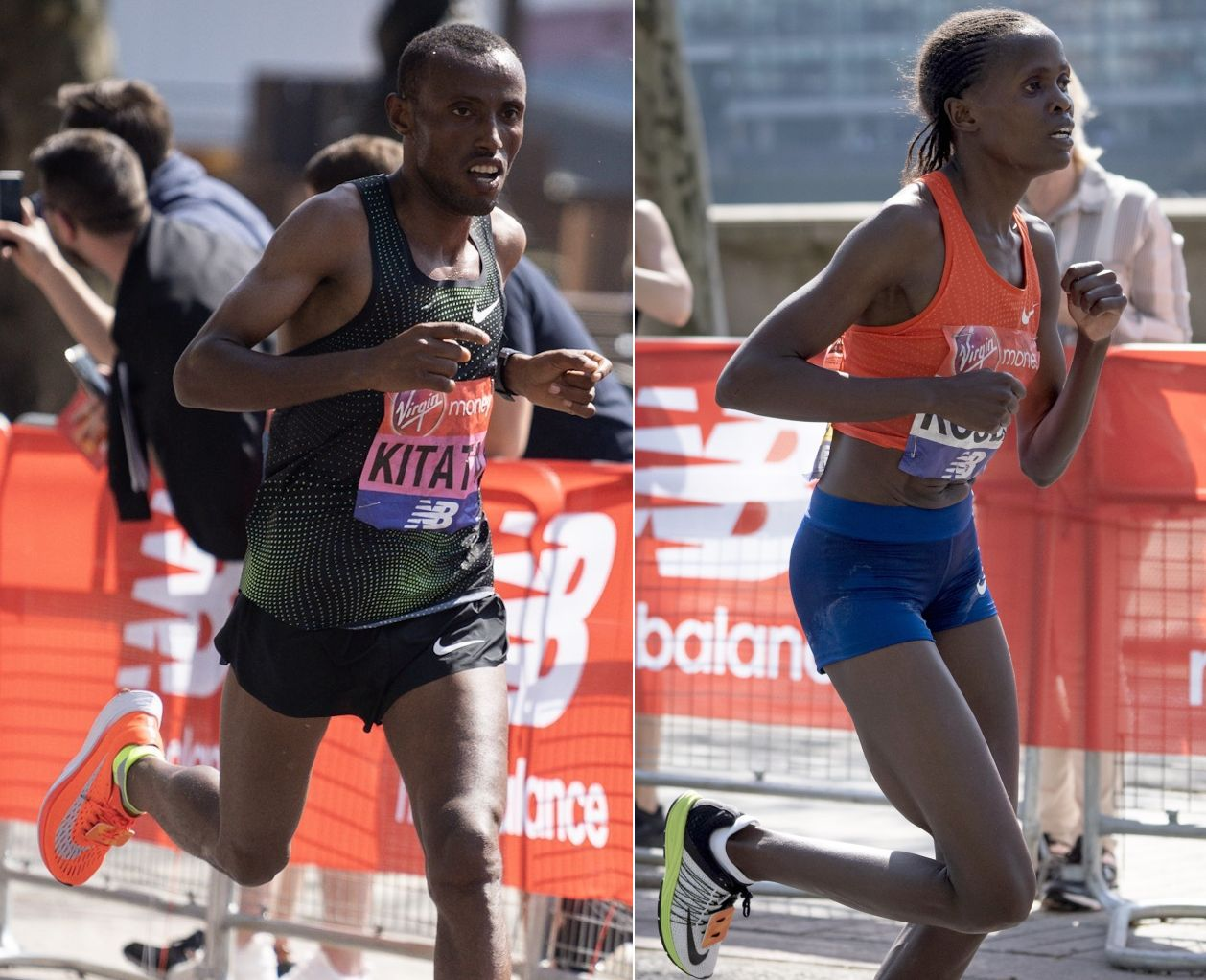
Shura Kitata nyerte a férfiak versenyét és Brigid Kosgei a nőkét.

Három külön futam volt: a nők futama helyi idő szerint 7:15-kor, a férfiaké 10:15-kor, a kerekesszékes verseny pedig 13:10-kor kezdődött. A női mezönyben ott volt a 2019-es verseny győztese, a maratoni világrekordot tartó Brigid Kosgei, 2018 győztese, Vivian Cheruiyot, valamint Ruth Chepng'etich, Roza Dereje, és Valary Jemeli Aiyabei, mindegyiküknek  2:20 alatt van az egyéni rekordja. Az etióp Degitu Azimeraw is akart versenyezni, de mivel pozitív lett a Covid19-tesztje, ezért elállt az indulástól.
A férfiak versenyében szerepelt  Eliud Kipchoge,  Mosinet Geremew, Mule Wasihun, Sisay Lemma, és  Tamirat Tola, akiknek mind  2:05 alatt van az egyéni legjobbj. Indul még Sondre Nordstad Moen, aki 2020-ban megdöntötte az egy órán át történő futás rekordját,   szintén versenyzett. A ratvonalnál volt a btit Sir Mo Farah is, aki szeptemberben futotta meg a férfiak órás futásrekordját, és ő volt a férfiak futamán az iramfutó. Az etióp   Kenenisa Bekele két nappal a verdeny előtt lábikra-sérülés miatt kénytelen volt visszalépnie. Bekele lett volna a verseny egyik favoritja. Az amerikai Galen Rupp, aki országából 2020 februárban kvalifikálta magát az olimpiára, egy korábbi sérüléséből adódó műtét miatt nem indult el.
2019 kerekesszékes férfi bajnoka, Daniel Romanchuk az eredeti tervek szerint indult volna a versenyen, de később úgy döntött, kihagyja a futamot. Futott viszont Marcel Hug, aki 2014-ben és 2016-ban is megnyerte a maratont, és ő az egyetlen, aki 2019. március óta legyőzte Romanchukot, ezen kívül ott volt a versenyen a nyolcszoros brit bajnok, David Weir is.
2019 női kerekesszékes bajnoka, Manuela Schär szintén indult a megmérettetésen. Shelly Woods egykori női bajnok négy éve először szállt versenybe.

## Eredmények

### Férfiak
| Helyezés | Versenyző            | Állampolgárság | Időeredmény |
| -------- | -------------------- | -------------- | ----------- |
| Arany    | Shura Kitata         | Etiópia        | 02:05:41    |
| Ezüst    | Vincent Kipchumba    | Kenya          | 02:05:42    |
| Bronz    | Sisay Lemma          | Etiópia        | 02:05:45    |
| 4        | Mosinet Geremew      | Etiópia        | 02:06:04    |
| 5        | Mule Wasihun         | Etiópia        | 02:06:08    |
| 6        | Tamirat Tola         | Etiópia        | 02:06:41    |
| 7        | Benson Kipruto       | Kenya          | 02:06:42    |
| 8        | Eliud Kipchoge       | Kenya          | 02:06:49    |
| 9        | Sondre Nordstad Moen | Norvégia       | 02:09:01    |
| 10       | Marius Kipserem      | Kenya          | 02:09:25    |
| 11       | Stephen Scullion     | Írország       | 02:09:25    |
| 12       | Peter Herzog         | AUT            | 02:10:06    |
| 13       | Jonathan Mellor      | GBR            | 02:10:38    |
| 14       | Tristan Woodfine     | CAN            | 02:10:51    |
| 15       | Ben Connor           | GBR            | 02:11:20    |
| 16       | Juan Luis Barrios    | MEX            | 02:11:37    |
| 17       | Jared Ward           | USA            | 02:12:38    |
| 18       | Joshua Griffiths     | GBR            | 02:13:11    |
| 19       | Chris Thompson       | GBR            | 02:13:32    |
| 20       | Charlie Hulson       | GBR            | 02:13:34    |

Forrás:

### Nők
| Helyezés | Versenyző        | Állampolgárság | Időeredmény |
| -------- | ---------------- | -------------- | ----------- |
| Arany    | Brigid Kosgei    | KEN            | 02:18:58    |
| Ezüst    | Sara Hall        | USA            | 02:22:01    |
| Bronz    | Ruth Chepngetich | KEN            | 02:22:05    |
| 4        | Ashete Bekere    | ETH            | 02:22:51    |
| 5        | Alemu Megertu    | ETH            | 02:24:23    |
| 6        | Molly Seidel     | USA            | 02:25:13    |
| 7        | Gerda Steyn      | RSA            | 02:26:51    |
| 8        | Sinead Diver     | AUS            | 02:27:07    |
| 9        | Darya Mykhaylova | UKR            | 02:27:29    |
| 10       | Valary Jemeli    | KEN            | 02:28:18    |
| 11       | Edith Chelimo    | KEN            | 02:29:03    |
| 12       | Ellie Pashley    | AUS            | 02:31:31    |
| 13       | Natasha Cockram  | GBR            | 02:33:19    |
| 14       | Naomi Mitchell   | GBR            | 02:33:23    |
| 15       | Tracy Barlow     | GBR            | 02:34:42    |
| 16       | Tish Jones       | GBR            | 02:36:25    |
| 17       | Lindsay Flanagan | USA            | 02:37:16    |
| 18       | Bo Ummels        | NED            | 02:39:54    |

Forrás:

### Kerekesszékes férfiak
| Helyezés | Versenyző      | Állampolgárság | Időeredmény |
| -------- | -------------- | -------------- | ----------- |
| Arany    | Brent Lakatos  | CAN            | 01:36:04    |
| Ezüst    | David Weir     | GBR            | 01:36:06    |
| Bronz    | Marcel Hug     | SUI            | 01:36:08    |
| 4        | Sho Watanabe   | JPN            | 01:36:08    |
| 5        | Jordi Madera   | ESP            | 01:36:09    |
| 6        | Kota Hokinoue  | JPN            | 01:36:11    |
| 7        | Rafael Botello | ESP            | 01:44:48    |
| 8        | Heinz Frei     | SUI            | 01:52:42    |
| 9        | James Senbeta  | USA            | 01:59:45    |

Forrás:

### Kerekesszékes nők
| Helyezés | Versenyző              | Állampolgárság | Időeredmény |
| -------- | ---------------------- | -------------- | ----------- |
| Arany    | Nikita den Boer        | NLD            | 01:40:07    |
| Ezüst    | Manuela Schär          | SUI            | 01:41:29    |
| Bronz    | Jenna Fesemyer         | USA            | 01:52:16    |
| 4        | Patricia Eachus        | SUI            | 02:02:38    |
| 5        | Margriet van den Broek | NLD            | 02:10:05    |

Forrás:

## Virtuális maraton
Ezuel párhuzamosan megrendeztek egy virtuális maratont is, hogy mindenki lefuthassa a maratoni távot, és megoszhassa az eredményét. A virtuális maratonnak volt egy nevezési díja, melyet teljes egészében jótékonysági célokra ajánlottak fel. Azok a futók, akik lefutották a maratont, és ezt az erre az alkalomra készített appon keresztül regisztrálják, ugyanúgy érmet kaptak, mintha a hagyományos londoni maratont futották volna le. A virtuálid időkkel lehet nebezni a 2021-es londoni maratonra. A 2021-es londoni maraton időpontját is áttették áprilisról októberre, ezzel maximalizálva annak az esélyét, hogy élő versenyt rendezhessenek.